# Maskergrondtiran
De maskergrondtiran (Muscisaxicola maclovianus) is een zangvogel uit de familie Tyrannidae (tirannen).

## Verspreiding en leefgebied
Deze soort komt voor in het westen en zuiden van Zuid-Amerika en telt twee ondersoorten:
- M. m. mentalis: Z-Chili en Z-Argentinië.
- M. m. maclovianus: de Falklandeilanden.

## Status
De grootte van de populatie is niet gekwantificeerd maar de soort wordt omschreven als vrij algemeen. Op de Rode lijst van de IUCN heeft deze soort de status niet bedreigd.